# Pirou
Pirou é uma comuna francesa na região administrativa da Normandia, no departamento Mancha. Estende-se por uma área de 29,14 km². Em 2010 a comuna tinha 1 469 habitantes (densidade: 50,4 hab./km²).